# Jędrzej Wowro
Jędrzej Wowro, w literaturze także Wawro (ur. 13 listopada 1864 w Gorzeniu Dolnym, zm. 21 listopada 1937 tamże) − polski rzeźbiarz ludowy okresu międzywojennego, świątkarz, snycerz.

## Życiorys

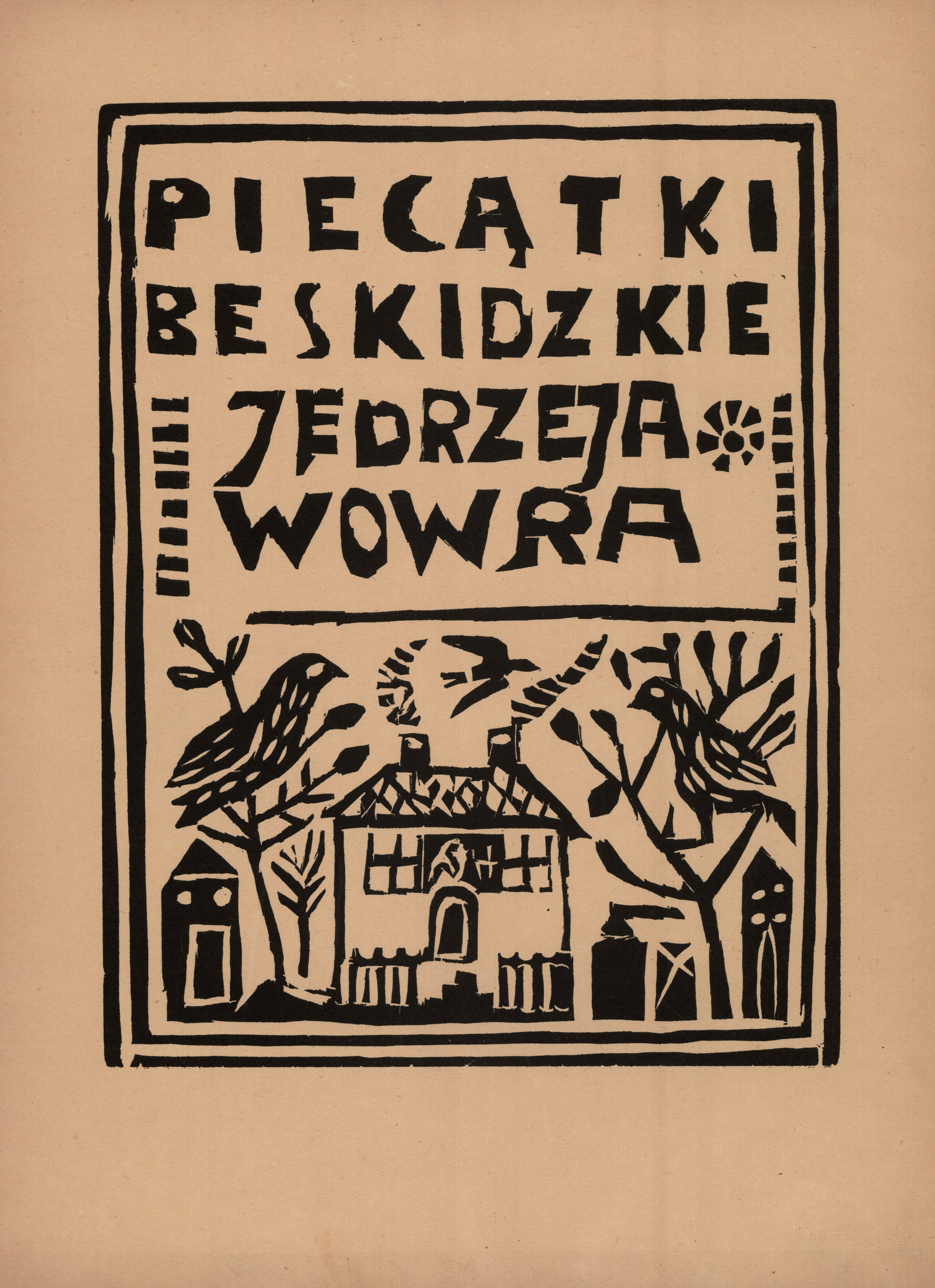
Jędrzej Wowro - drzeworyt

Jego rodzicami  byli Jan i Katarzyna Wawro.
Od najmłodszych lat pracował. Nie chodził do szkoły i do końca życia został analfabetą. W wieku siedemnastu lat opuścił dom szukając pracy. Pracował w kopalniach węgla w Ostrawie i Karwinie. Po wypadku, gdy został zasypany i z trudem odratowany, wrócił do Gorzenia. Ożenił się z Marią Guzek z Choczni. Żona potrafiła czytać i dzięki niej Wowro poznał żywoty świętych. Postacie świętych będą  częstymi tematami jego rzeźb. Rzeźbił od dawna, ale tylko wtedy, gdy przebywał w Gorzeniu. W tym czasie pracował w Wadowicach w papierni, a następnie jako drwal. Po śmierci ojca przejął gospodarstwo, ale znów był zmuszony podjąć pracę w kopalni na Śląsku. Po kolejnym wypadku wrócił do Gorzenia. W 1904 zmarła mu  żona. Po roku ożenił się z Marianną Kołek. Wiele lat ciężkiej pracy i przebyte wypadki spowodowały, że Wowro nie mógł już ciężko pracować fizycznie. Coraz więcej czasu poświęcał rzeźbiarstwu.
W roku 1923 żona zaniosła jego rzeźby do dworu Emila Zegadłowicza, chcąc je sprzedać. Był to przełomowy moment w jego życiu. Twórczość Wowry, ale i sama postać artysty zafascynowały Zegadłowicza. Tworząc pierwszą kolekcję rzeźb Wowry, zachęcał  swoich licznych gości do ich kupowania. Kontakty Wowry z takimi artystami jak Franciszek Suknarowski, Jan Hrynkowski, Jerzy Hulewicz owocowały obustronnymi inspiracjami. W latach 1925–1933 wykonał na zamówienie Zegadłowicza dwadzieścia drzeworytów, które zostały wydane drukiem. Rzeźby artysty znalazły się na Powszechnej  Wystawie Krajowej  w Poznaniu, oraz na wystawach światowych w Paryżu i Stanach Zjednoczonych.  W roku 1935 na dożynkach w Spale Jędrzej Wowro wręczył osobiście prezydentowi Mościckiemu wykonaną przez siebie figurę Chrystusa Frasobliwego.
Pod koniec życia wiele chorował. Zmarł w wieku 73 lat w Gorzeniu Dolnym. Został pochowany na wadowickim cmentarzu.

## Twórczość
Rzeźbił w drewnie. Jego jedynym narzędziem był owinięty w szmaty szewski nóż. Rzeźby są pełnoplastyczne, choć przeznaczone do oglądania z przodu. Powierzchni rzeźb nie wygładzał. Noszą one wyraźne ślady narzędzia.  W większości zostały pokryte barwną polichromią. Tak w operowaniu narzędziem, jak i w malowaniu widać brak dbałości o szczegóły. Nadaje to rzeźbom Wowry charakterystyczną dynamikę i ekspresyjność. 
Większość rzeźb ma charakter religijny, zgodny z ówczesnymi schematami ikonograficznymi. Zawsze jednak artysta nadawał im indywidualny wyraz.